# Jardin zoologique royal de Melbourne

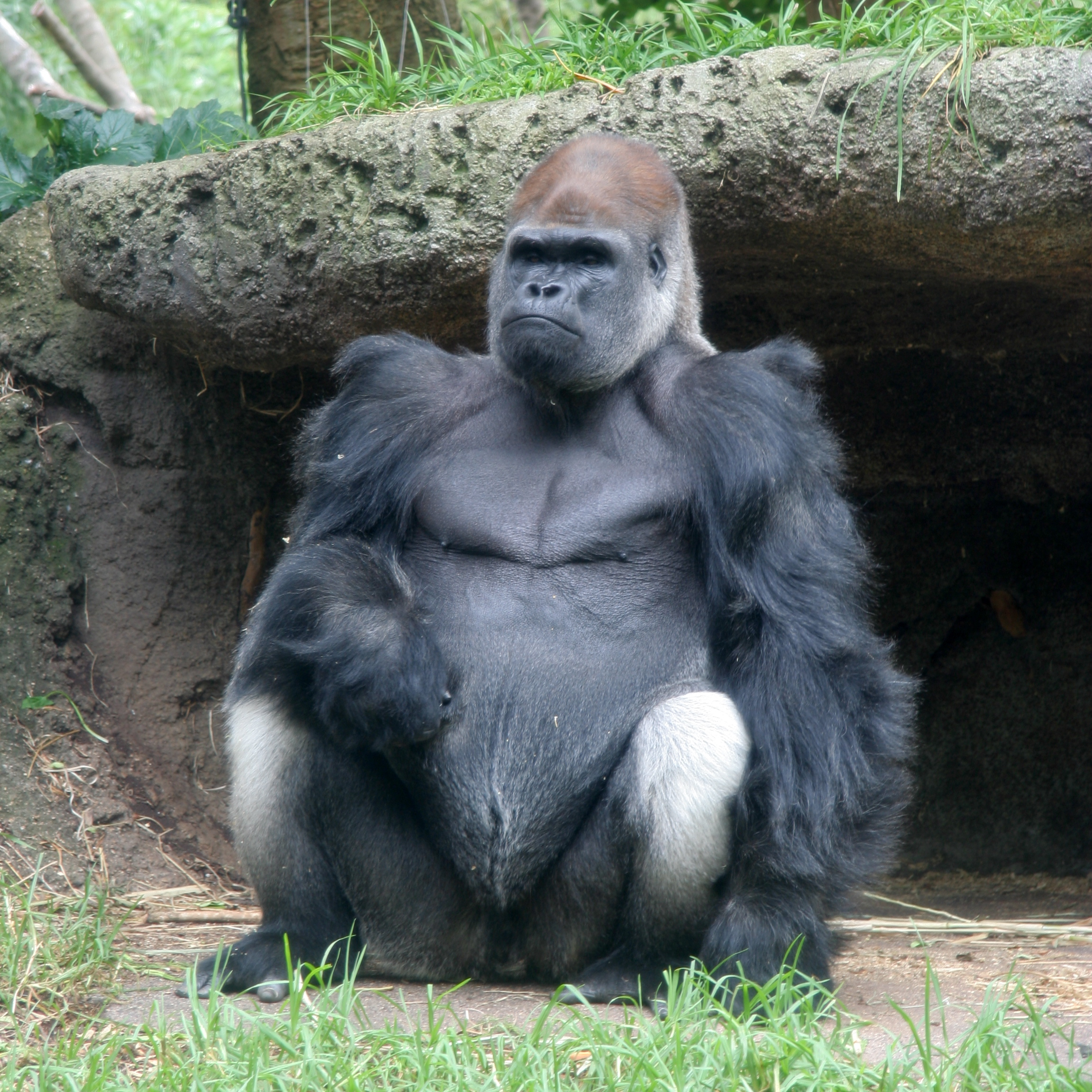
Gorille dos argenté au zoo de Melbourne.

Le Jardin zoologique royal de Melbourne (nom officiel : Royal Melbourne Zoological Gardens) est un parc zoologique australien situé dans l'État de Victoria, à Melbourne. Il présente 460 espèces d'animaux du monde entier et plus particulièrement d'Australie. Il est géré par le Zoological Parks and Gardens Board de l’État de Victoria, aussi appelé Zoos Victoria, tout comme la Réserve d'Healesville et le Parc zoologique de Werribee (en).
Il a été créé en 1862 sur un site du Parc royal pour accueillir et favoriser l'adaptation d'animaux arrivant en Australie.
Il est situé à 4 km au nord du centre-ville et est accessible par train (gare de Royal Park), par tramway (lignes 19 et 55) ou par bicyclette ou à pied par le Capital City Trail.
Le zoo est aussi connu pour avoir été témoin de la seule naissance en captivité avec succès de Thylacines, une espèce de prédateur marsupial malheureusement aujourd’hui éteinte, en 1899.

## Galerie

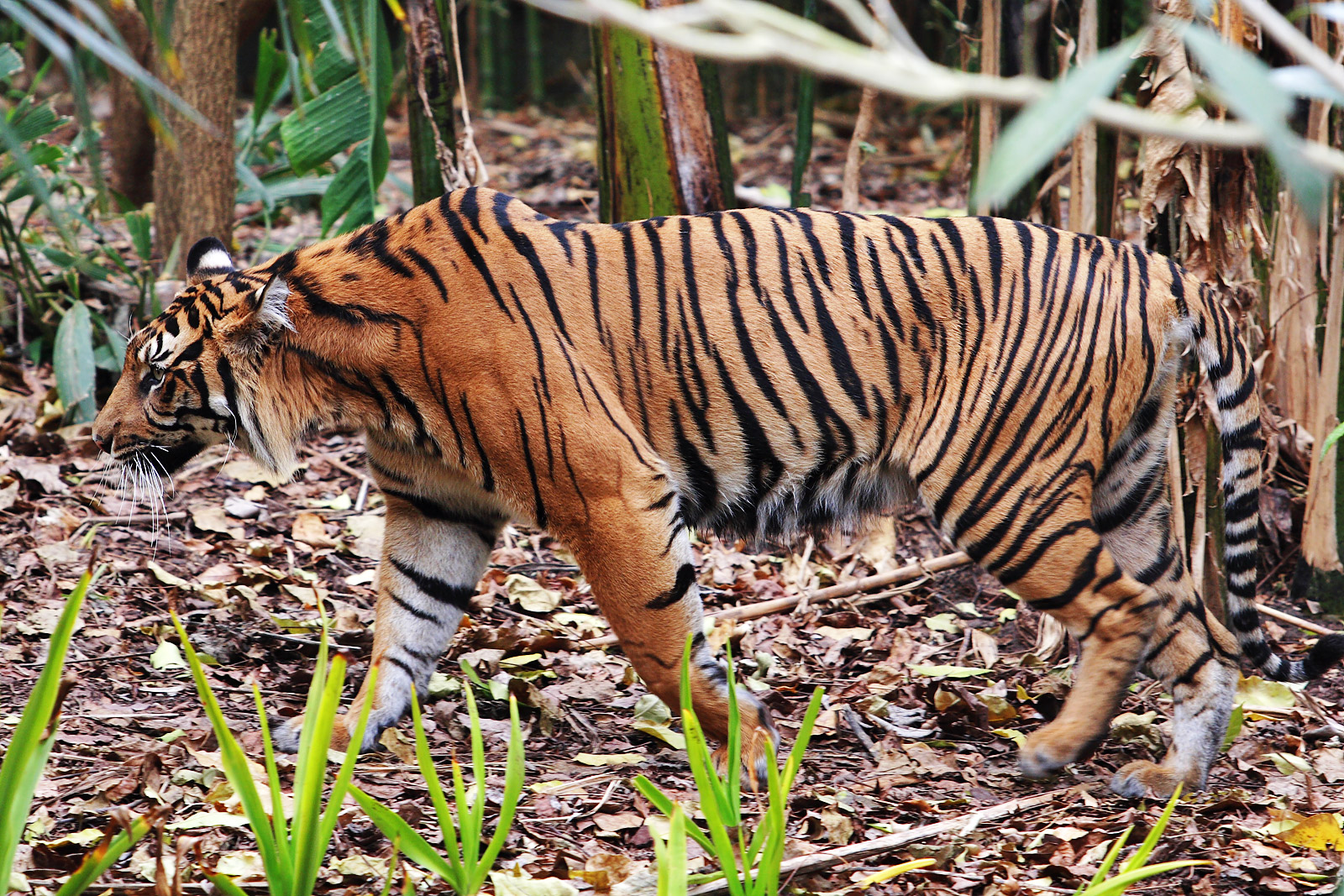
Tigre de Sumatra
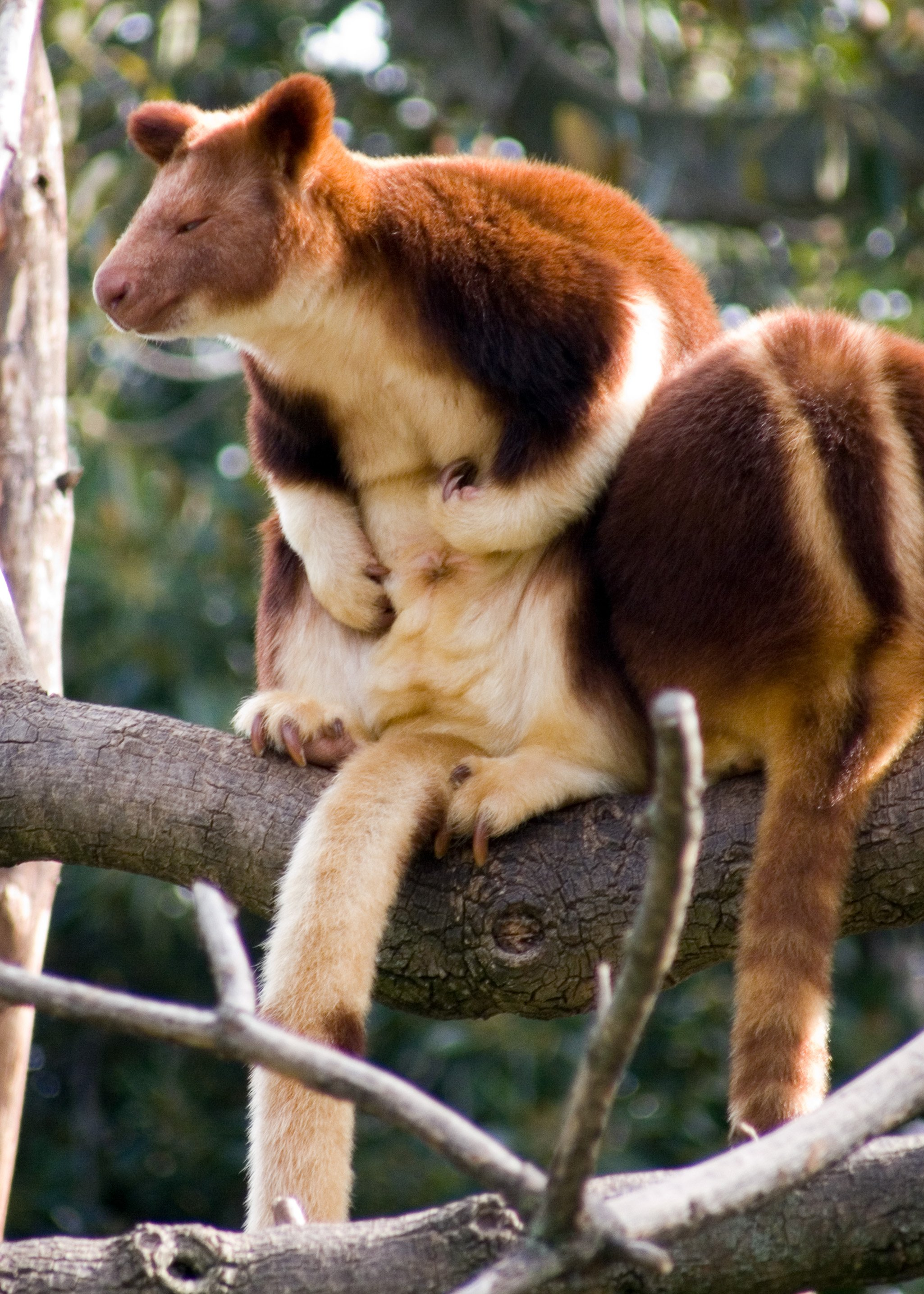
Dendrolagus goodfellowi, kangourou arboricole